# 敖闰龙蜥
敖闰龙蜥（学名：Diploderma aorun）一种分布于中华人民共和国西南部金沙江上游海拔3000m以下的干热河谷地区的爬行动物，隶属于鬣蜥科（飞蜥科）龙蜥属。模式产地为云南省德钦县奔子栏镇达日村。种加词取自中国神话里的西海龙王“敖闰”，希望这种濒危的小蜥蜴的栖息地能像龙王守护的西海一样得到重视与保护。
2020年，部分中国学者建议将 Japalura 的中文名恢复为“龙蜥属”，而将 Diploderma 的中文属名改名为“攀蜥屬”。故在有些资料中，本种也被称为“敖闰攀蜥”。然而在中国科学院昆明动物研究所研究人员主编的《中国两栖、爬行动物分类变动汇总》中未接受该建议，仍将 Diploderma 称为“龙蜥属”。

## 保护
本种于2023年被收录入《有重要生态、科学、社会价值的陆生野生动物名录》。